# Viscum minimum
Viscum minimum là một loài thực vật có hoa sống ký sinh, thuộc họ Đàn hương. Loài này được Harv. miêu tả khoa học đầu tiên năm 1862.
Trong tự nhiên loài cây này ký sinh chủ yếu trên hai loài thực vật mọng nước là Euphorbia polygona và Euphorbia horrida, mặc dù chúng có thể ký sinh trên các cây mọng nước khác như xương rồng. Cơ thể cây kí sinh Viscum minimum trưởng thành chủ yếu bao gồm giác mút nằm ẩn trong cây chủ và thân cây kích thước 1mm cùng một chùm 2-3 lá nhỏ dạng vảy. Thân cây nở một hoa kết thành một quả đường kính 8-9mm. Thân và cành cây có khả năng quang hợp vì vậy về mặt kỹ thuật nó là thực vật nửa kí sinh.
Bộ gen ti thể của Viscum minimum đã được giải trình tự toàn bộ, cho thấy rất nhiều gen chức năng đã bị mất đi trong quá trình tiến hoá.

## Hình ảnh

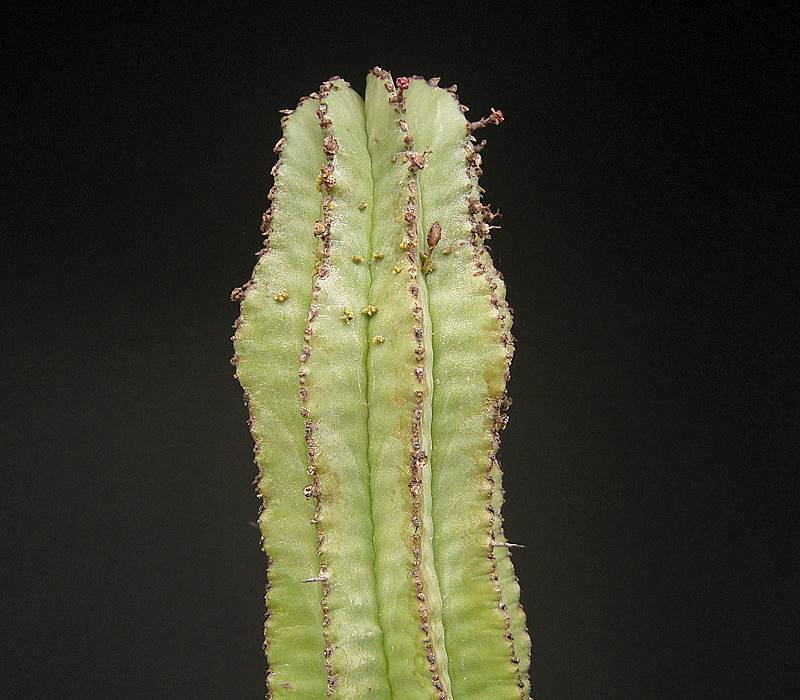
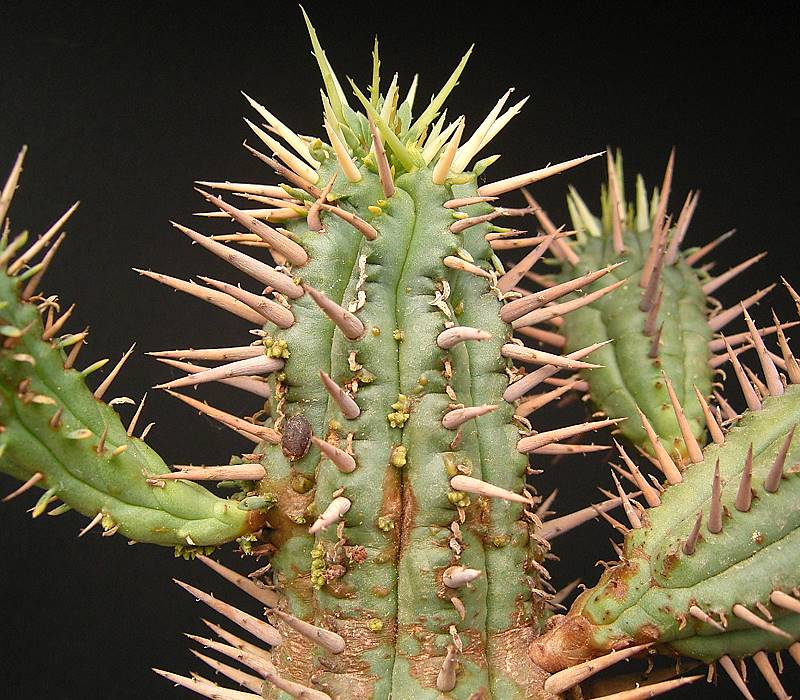
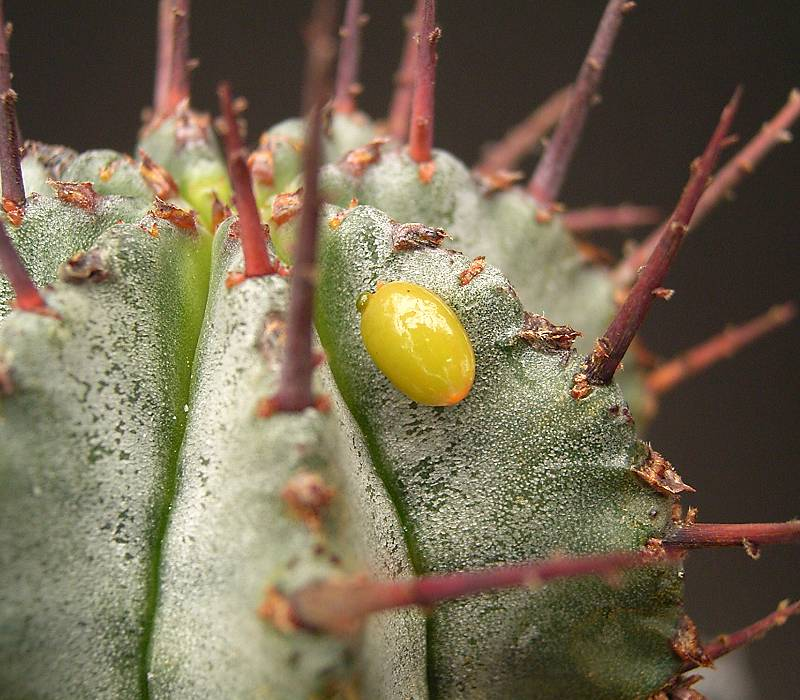
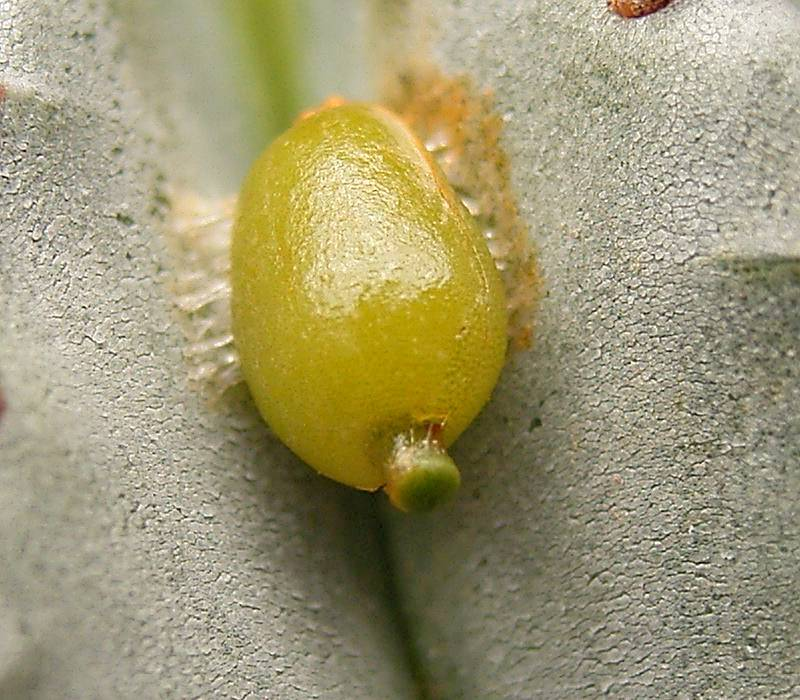